# Frederik Carl Christian Ulrich Ahlefeldt
Frederik Carl Christian Ulrich greve Ahlefeldt (12. november 1742 på Augustenborg Slot – 25./26. juni 1825 i Itzehoe) var en dansk officer, bror til Ferdinand Ahlefeldt.
Han var søn af general Conrad Ahlefeldt, blev 1751 kornet reformé i Livregiment Dragoner, 1752 virkelig kornet, 1754 sekondløjtnant og allerede i sit 17. år (1759) karakteriseret ritmester af kavaleriet og premierløjtnant i Livgarden til Hest. I sit 21. år (1763) blev Ahlefeldt kammerherre, kaptajnløjtnant og generaladjudant hos Frederik V og siden Christian VII. Denne sidste stilling var dog i hin tid kun titulær og uden nogen virkelig betydning. Efter skiftevis at have forrettet tjeneste ved Livregiment Dragoner og Livgarden til Hest, hvor han 1766-69 stod som major, blev han 1771 oberst af kavaleriet og oberstløjtnant i Slesvigske Nationalregiment Kavaleri, 1772 oberst og kommandør og 1774 chef for Norske Livregiment Ryttere, 1777 generalmajor og 1789 generalløjtnant. 1793 udnævntes han til kavaleriinspektør i Danmark og Hertugdømmerne, hvilken stilling han beklædte, indtil den nye hærordning i 1802 skulle gennemføres, da han afløstes af general Ernst Christoph Friederich von Düring, og organisationen af det holstenske landeværn overdroges ham. 1808 afskedigedes han som general med bibehold af sin fulde gage.
Ahlefeldt var gift (siden 30. september 1786) med Ditlefine Rantzau, datter af kammerherre, oberst Ditlev Rantzau. Han var dekoreret med Enkedronningens Orden (1770) og blev Hvid Ridder 1774. Han døde natten mellem 25. og 26. juni 1825.